# Кидапаван
Кидапаван (филипп. Kidapawan) — город на Филиппинах, столица провинции Котабато. Это популярный центр туризма, особенно летом и с октября по декабрь, когда тысячи туристов восходят на вулкан Апо, высочайшую точку страны. Численность населения — 101 205 жителей (2000).

Город расположен у подножия вулкана Апо и по соседству с тремя другими городами, Давао, Котабато, Хенераль-Сантос.

Население представлено разными народами филиппинского происхождения, себуанцами, илонго, манобо и магинданао. Наиболее распространён язык себуано. Английский язык играет основную роль в сфере образования, в юриспруденции. Законодательные акты и документы составляются на английском.

## История
Первыми поселенцами этой местности были преимущественно манобо.
Название происходит от слов зыка манобо «тида»(весна) и «паван»(горы, нагорье), позже название Тидапаван было изменено на Кидапаван переселенцами из других провинций.
В целом история города связана с историей провинции Котабато (раньше она называлась также Северный Котабато).

## Экономика
Кидапаван — опорный пункт экономики всей провинции. В городе представлена главным образом переработка сельскохозяйственной продукции. Основные продукты — зерновые, рис, овощи и тропические фрукты. Значительный доход приносит культивирование и продажа цветов, а также большая роль принадлежит туризму.

## Климат
Кидапаван находится вне зоны действия тайфунов. В этой местности выражены два сезона — влажный и сухой. С декабря до января температура воздуха ниже, а наиболее жаркие месяцы — апрель-май.

## Туризм
Главным объектом внимания в окрестностях Кидапавана является вулкан Апо. Он окружён пышными лесами, где произрастают столетние деревья, где представлена разнообразная флора и фауна, встречаются живописные скалы и валуны. На разных склонах вулкана расположены два живописных озера с чистейшей водой. Озеро Венадо, лежит среди горных отрогов на высоте 7200 футов над уровнем моря. Другое, озеро Агка, расположено в углублении на высоте 4200 футов.
Водопад Марбел представляет собой двойной поток 60 и 70 м высотой соответственно. Водопад Мавиг, расположенный также вблизи окраин города, является истоком реки Матингао.
В городе проводится фруктовый фестиваль, посвящённый урожаю, так как в провинции собирают очень богатые урожаи тропических фруктов. Иначе — фестиваль Тимпупо, что на языке манобо и значит «праздник урожая». Впервые такой праздник провели в 2002 году, и с тех пор он отмечается в период с августа до октября.
Отмечается и Годовщина основания города, — 12 февраля, в этот день в 1998 г. официальным указом Кидапаван получил статус «включённого» города. В этот день устраиваются парады.